# 圣域：魔都魅影
《圣域：魔都魅影》（中国大陆又译作）是2004年动作角色扮演游戏《圣域》的资料片，于2005年发行。

## 增加的内容
- 增加了两章新历险
- 人物：矮人与魅魔

## 评价
在GameRankings上，本作获得了73%以上的好评。在Metacritic上，评论家给出了73/100的评分。